# Исаакян-Серебряков, Степан Исаакович
Степа́н Исаа́кович Исаакя́н-Серебряко́в (31 октября, 1919, Александрополь (впоследствии — Ленинакан и Гюмри), Эриванская губерния, Первая Республика Армения — 16 марта 2017, Москва, Российская Федерация) — советский и армянский артист цирка. Народный артист Армянской ССР (1971).

## Биография
В 1935 году семья переехала из Ленинакана в Тифлис, где прошли его детство и юношеские годы. Именно здесь он активно занимался гимнастикой и акробатикой, окончил школу. Затем поступил в институт в Баку.
С 1938 года служил в Красной Армии. Участник Великой Отечественной войны, защищал Крым, города Керчь и Севастополь. В 1942 году в боях за Севастополь получил тяжелое ранение в ногу. Попал в госпиталь, вылечился и вернулся на фронт. Снова был ранен и демобилизован по инвалидности.
Работал в аттракционе — верхом на мотоцикле поднимался по стене, со скоростью 60 километров в час. Первые гастроли прошли в 1951 году на Сахалине. Затем руководство «Союзгосцирка» предложило Исаакяну возглавить аттракцион с животными, который создавался в Ереване в 1956 году. В 1958 году он создал оригинальный аттракцион «Смешанная группа экзотических животных» (Ереванский цирк, режиссёр В. Миронов, консультант Б. Эдер, художник М. Асламазян, компаньон А. Айвазян). В номере участвовали бегемоты, антилопа, шимпанзе, удав и птицы (попугаи, журавли, павлины, аисты). Исаакян первым в СССР начал работать с бегемотами. В 1956—1966 годах аттракцион входил в состав Армянского коллектива.
В Ленинградском цирке Исаакян-Серебряков исполнял заглавную роль в пантомиме для детей «Доктор Айболит».
В 1990 году он передал свой аттракцион заслуженному артисту России Аркадию Гарегиняну. В 1991 году создал новый номер с оригинальной группой животных — 2 шимпанзе и орангутан, которые разыгрывали с дрессировщиком различные юмористические сценки.
Оставил манеж в 1994 году. Последние 23 года жизни проживал в Москве.
В 2003 году в издательстве «Гала Пресс» (Москва) вышла книга «Арена и жизнь», в которой Степан Исакович рассказал о своей жизни.
Скончался 16 марта 2017 года. Похоронен на Митинском кладбище.

## Фильмография
- 1972 — «Украли зебру» — камео
- 1973 — «Новые приключения Дони и Микки» — камео (эпизод)
- 1977 — «Знак вечности» — дрессировщик, с питомицей обезьяной Чапой

## Награды и звания
- Народный артист Армянской ССР (1971)
- Орден Отечественной войны II степени
- Два ордена Трудового Красного Знамени (в т.ч. 14 февраля 1980 года[9][10])
- Орден Красной Звезды
- Медали СССР и Российской Федерации
- Благодарность Президента Российской Федерации (23 ноября 2009 года) — за заслуги в области культуры и многолетнюю плодотворную работу[11]
- «Серебряный крест» Союза армян России — в связи с 85-летием со дня рождения и за высокий профессионализм и выдающийся вклад в развитие мирового циркового искусства, углубление российско-армянских культурных связей, за активную роль в деле сохранения культуры, языка и национальной самобытности армян[12]

## Образ в художественной литературе
- «Бегемот дяди Стёпы»[13], рассказ московского писателя Андрея Гусева, 2005 г.